# 梅日杜沙爾斯基島

梅日杜沙爾斯基島位置

梅日杜沙爾斯基島是俄羅斯北面的島嶼，是新地島的第三大島嶼，由阿爾漢格爾斯克州負責管轄。該島位於尤日內島以西的巴倫支海，面積742平方公里。